# 徳島医科大学 (旧制)
| 徳島医科大学 （徳島医大） | 徳島医科大学 （徳島医大） |
| ------------------------- | ------------------------- |
| 創立                      | 1948年                    |
| 所在地                    | 徳島市                    |
| 初代学長                  | 中田篤郎                  |
| 廃止                      | 1960年                    |
| 後身校                    | 徳島大学                  |
| 同窓会                    | 青藍会                    |

徳島医科大学 （とくしまいかだいがく） は、1948年 （昭和23年） に設立された官立の旧制医科大学。
本項では、前身校である旧制徳島県立徳島医学専門学校 （1945年4月から官立徳島医学専門学校、略称： 徳島医専） を含めて記述する。

## 概要
- 第二次世界大戦中に設置された旧制徳島医学専門学校が前身。
- 戦後、戦時期に設立された他の官立旧制医学専門学校5校と同時期に旧制大学に昇格し、徳島医科大学となった。ただし、戦災で設備不良と見なされた第3・4学年部分は官立徳島高等学校 （戦後特設高等学校） となった。
- 新制大学への移行に際して徳島大学に包括され、医学部となった。
- 同窓会は 「青藍会」 （せいらんかい） と称し、旧制・新制合同の会である。

## 沿革

### 徳島県立徳島医学専門学校時代
- 1943年
  - 2月26日： 専門学校令により徳島県立徳島医学専門学校設立認可。
  - 4月： 開校。徳島市民病院 （徳島市新蔵町） を徳島県に移管、附属医院とする。
  - 5月25日： 第1回入学式。授業開始は6月。
- 1944年7月： 基礎学校舎 （徳島市昭和町） へ移転。

### 官立徳島医学専門学校時代
- 1945年
  - 4月： 官立移管し、徳島医学専門学校と改称 （文部省令第5号）。
  - 7月： 空襲で附属医院焼失。
  - 8月： 美馬郡穴吹町に疎開。
  - 9月： 徳島市昭和町に復帰。
    - 附属医院、徳島市立富田国民学校 （現・富田小学校） に仮診療所を設置。

  - 12月： 附属医院、徳島県農業会蔵本乾繭倉庫 （徳島市庄町） に移転。
- 1946年4月： 各学年分散授業となる。
  - 第1・2学年： 基礎学校舎 （昭和町）、第3学年： 仮医院 （庄町）・県立農業学校、第4学年： 仮医院。
- 1947年
  - 3月27日： 第1・2学年は A級判定 （存続・医大昇格）、第3・4学年は B級判定 （廃止） となる。
    - 第3・4学年生徒の大半は他の医専へ転校したが、経済的理由から転校できない生徒もいた。そのため、1947年5月、特例により官立徳島高等学校を設置し、これらの生徒を収容した。
    - 第1・2学年が A級と判定されたのは、基礎学校舎が健在かつ増築中だったことと、附属医院が再建中で、1・2学年が進級する頃には設備が整うと判断されたことによる。

  - 10月： 徳島市蔵本町の旧陸軍西部第三十三部隊跡に移転。
    - 新蔵町で再建中の附属医院は建設作業員の失火で焼失した。また、基礎学校舎の増築中校舎も暴風雨で倒壊した。そのため、蔵本町に統合・再建することとなった。

### 徳島医科大学時代
- 1948年
  - 2月10日： 大学令により官立徳島医科大学設置 （政令第33号）。
    - 学部 （修業年限4年） を設置。徳島医専・徳島高等学校を包括した。
    - 附属医院を徳島医科大学附属病院と改称。

  - 11月： 附属医院分院を設置 （徳島市新蔵町）。
- 1949年
  - 4月： 徳島医科大学厚生女学部を設置。
    - 修業年限3年。附属病院看護婦養成所が前身。

  - 5月31日： 新制徳島大学医学部医学科発足 （実際の開設は1951年4月）。
    - 旧制徳島医専・旧制徳島医大・旧制徳島高校を包括した。
    - 附属病院を徳島大学医学部附属病院と改称。厚生女学部を医学部厚生女学部と改称。
- 1951年
  - 3月31日： 旧制徳島医学専門学校、廃止。
  - 4月1日： 徳島大学医学部医学科を設置 （法律84号、国立学校設置法一部改正）。
    - 修業年限4年。
- 1954年
  - 3月： 旧制徳島医大最後の卒業式。
  - 9月： 旧制学位審査権を取得。
- 1955年
  - 3月： 新制医学部第1回卒業。
  - 4月： 新制医学進学課程を設置。
  - 7月： 新制大学院医学研究科を設置 （法律44号）。
- 1958年4月： 附属病院分院を廃止。
- 1960年3月31日： 旧制徳島医科大学、廃止。

## 歴代校長・学長
徳島医学専門学校
- 初代：中田篤郎 （1943年4月 - 1951年3月）

徳島医科大学
- 初代： 中田篤郎 （1948年2月 - 1952年3月）
  - 徳島大学 初代学長
- 第2代： 高森時雄 （1952年4月 - 1957年5月）
- 第3代： 高島律三 （1957年5月 - 1959年5月）
- 第4代： 黒田嘉一郎 （1959年5月 - 1960年3月）

## 校地の変遷と継承
校舎
徳島医専設立当初は、徳島公園内商品陳列所を仮校舎として使用した。1944年7月、徳島市昭和町の校舎に移転 （現・中昭和町、富田中学校校地）。1945年7月の空襲で、医専校舎は焼失を免れたが、8月から美馬郡穴吹町 （現・美馬市） の美馬高等女学校 （現・徳島県立穴吹高等学校） に疎開した。終戦により 9月、元の昭和町に復帰した。1947年10月、徳島市蔵本町の旧陸軍西部第三十三部隊跡に附属医院と共に移転した。蔵本校地は後身の徳島医科大学・徳島大学医学部に引き継がれた （現・蔵本キャンパス）。
附属病院
県立徳島医専設立に際して、徳島市新蔵町にあった徳島市民病院が移管され、附属医院となった。1945年7月の空襲で附属医院は焼失し、徳島市立富田国民学校 （現・富田小学校） に仮診療所を設置したが、まもなく国民学校の授業も再開され、附属医院は12月に徳島県農業会の蔵本乾繭倉庫 （徳島市庄町） に移転した。1947年、元の新蔵町で再建中の附属医院は失火により焼失し、10月、附属医院は医専と共に徳島市蔵本町に移転し、現在に至っている。新蔵町には 1948年11月に附属病院分院が設置されたが、1958年4月には廃止された。現在、新蔵町には徳島大学の事務局が置かれている。

## 関連書籍
- 徳島大学医学部五十年史編集委員会（編）　『徳島大学医学部五十年史』　徳島大学医学部、1993年11月。